# Wilhelm Heinrich Sebastian Bucholz

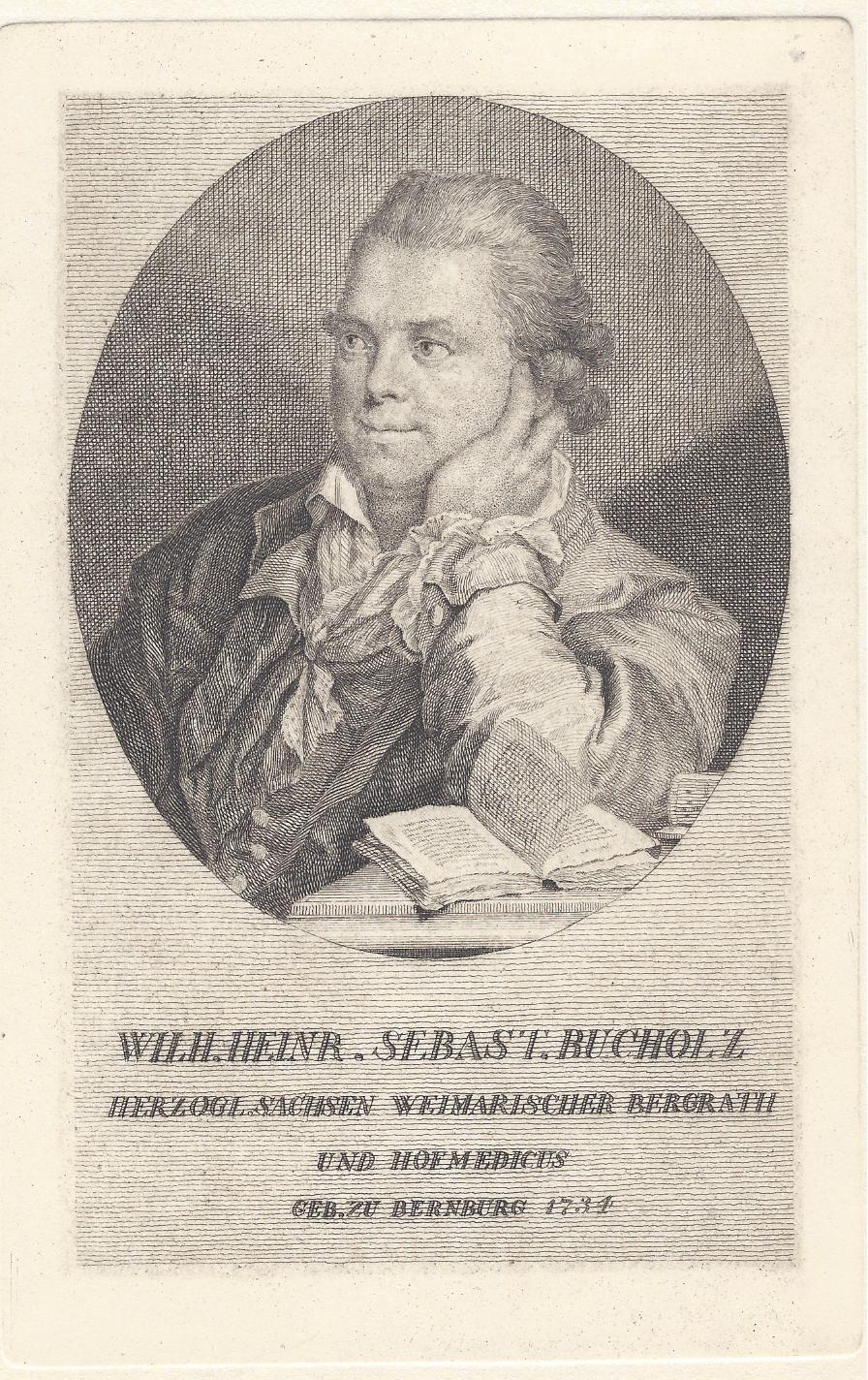
Wilhelm Heinrich Sebastian Bucholz, Frontispiz zur Allgemeinen deutschen Bibliothek, 1791

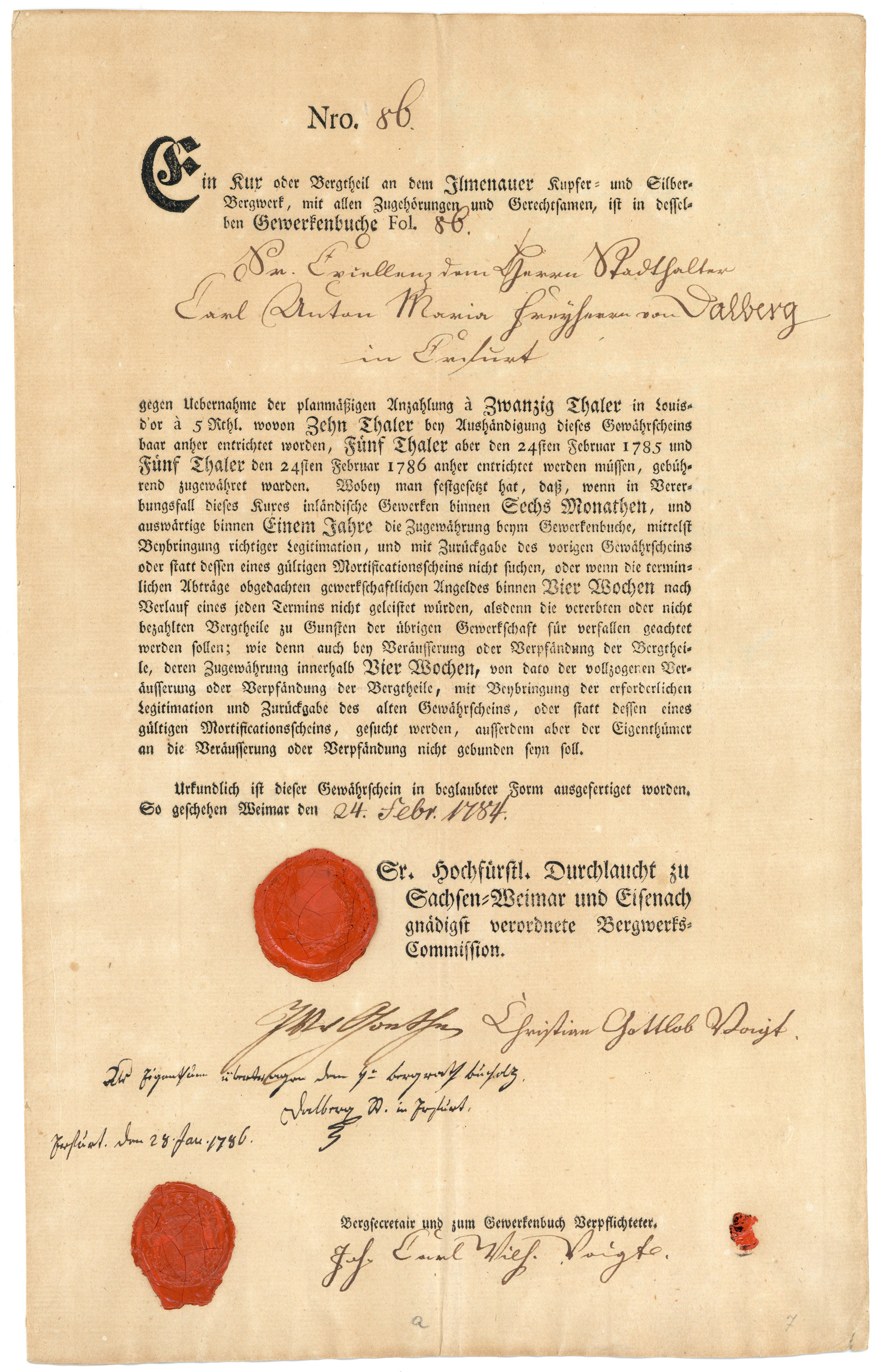
Ein Kux des Ilmenauer Kupfer- und Silber-Bergwerks über 20 „Thaler“, ausgegeben am 24. Februar 1784 in Weimar, im Original unterschrieben von Johann Wolfgang von Goethe, Johann Carl Wilhelm Voigt und Christian Gottlob von Voigt. Eingetragen auf Karl Theodor Freiherr von Dalberg, Statthalter in Erfurt und 1786 übertragen an Bergrat Bucholz.

Wilhelm Heinrich Sebastian Bucholz, auch Buchholz, Bucholtz (* 23. Dezember 1734 in Bernburg; † 16. Dezember 1798 in Weimar) war ein deutscher Amtsarzt, Apotheker, Botaniker, Chemiker und Berater Goethes in naturwissenschaftlichen Fragestellungen.

## Leben
Wilhelm Heinrich Sebastian Bucholz wurde am 23. Dezember 1734 in Bernburg als zweiter Sohn des Korporals Georg Ernst Bucholz und seiner Ehefrau Magdalena geb. Kunz geboren. Nach dem Besuch der Stadtschule in Bernburg und einer Tätigkeit als Schreibkraft begann Bucholz 1748 eine Lehre zum Apothekengehilfen in Magdeburg. Nach Abschluss der Lehre und einer Wanderschaft erhielt er 1754 eine Anstellung an der Hofapotheke in Weimar. Gefördert durch seinen Chef, den Arzt und Apotheker Christian Jacobi, studierte Bucholz ab 1761 an der Universität Jena Medizin. Bereits am 14. April 1763 verteidigte er seine Inauguraldissertation; im selben Jahr erhielt er die Erlaubnis, in Weimar zu praktizieren. 1766 wurde er auswärtiges Mitglied der „Churbaierischen Akademie“. Im April 1769 wurde er mit dem Beinamen Solinus III. in die Deutsche Akademie der Naturforscher Leopoldina aufgenommen.
Bucholz wurde am 7. Juli 1777 zum Physikatsarzt der Ämter Weimar und Berka sowie zum Weimarer Hof-Medikus ernannt.
Der in seinem Amt respektierte Bucholz erhielt Beförderungen und weitere Ämter, wie 1782 die Ernennung zum Herzoglich-Weimarischen-Bergrat. Bucholz betreute in seiner Funktion als Hof-Medikus auch die herzogliche Familie. Dazu leitete er ab 1773 offiziell die Hofapotheke, die sich bereits ab 1767 im Besitz seiner ersten Frau Johann Maria, geborene Söllner befand. In der Apotheke bildete er zwischen 1774 und 1785 seinen Gehilfen Johann Friedrich August Göttling weiter, dem ab 1784 Johann Bartholomäus Trommsdorff nachfolgte.
Bucholz erwarb sich besondere Verdienste in seiner amtlichen Teilfunktion als Armen- und Gefängnisarzt. Hier verbesserte er den Zugang zu Medikamenten und die Hygiene, letztere durch Verbesserung der Belüftung von Zuchthäusern und Spitälern.
Bereits in seiner Dissertation über Schwefelmineralien beschäftigte sich Bucholz mit der anorganischen Chemie. Die Ergebnisse seiner Forschungen veröffentlichte er kontinuierlich und trug sie in der Erfurter Akademie vor. Zwischen 1791 und 1793 war Bucholz aktives und tragendes Mitglied von Goethes Freitagsgesellschaft. Ab 1794 war er Ehrenmitglied der Russischen Akademie der Wissenschaften in St. Petersburg.
Ab 1788 zeichneten sich berufliche Schwierigkeiten infolge der Doppelfunktion als Amtsarzt und alleiniger Apothekeninhaber Weimars ab. Aufgrund erster Vorwürfe, durch Medikamentenverschreibungen an Arme die Medikamentenpreise hochgehalten zu haben, trat Bucholz von seiner Funktion als Armenarzt zurück. Sein Widerstand gegen die Einrichtung einer zweiten Apotheke in Weimar führte aufgrund der Verärgerung des Herzogs 1795 zur Entlassung als Hofarzt.
Am 16. Dezember 1798 starb Bucholz in Weimar an den Folgen einer chronischen Darmkrankheit. Er wurde auf dem Weimarer Jakobsfriedhof beigesetzt.
Als Chemiker war er Anhänger der Phlogiston-Theorie und Gegner Antoine-Laurent Lavoisiers. 1783 entdeckte er Ameisensäureethylester. Er veröffentlichte viel über Pharmazie und Chemie, darunter über giftige Bariumverbindungen, Reinigung von Flüssigkeiten mit Kohle, antiseptische Eigenschaften von Kohlendioxid, Berliner Blau, Schwefelmineralien, Herstellung von Phosphorwasserstoff und Wasserstoff- und Sauerstofferzeugung mit Wasserdampf auf glühendem Zink, Herstellung von Chlor und Zuckerreinigung.
Er war der Onkel von Christian Friedrich Bucholz.

## Schriften (Auswahl)
- De saponibus quibusdam mineralibus. Digitalisat. Inauguraldissertation Jena 14. April 1763.
- Chymische Versuche über das Meyersche Acidum pingue. Weimar 1771. Digitalisat.
- Nachricht von dem herrschenden Fleck- und Frieselfieber. Weimar 1772. 2., verm. Aufl. 1773. Digitalisat.
- Chymische Versuche über einige der neuesten einheimischen antiseptischen Substanzen. Weimar 1776. Digitalisat.
- Von den antiseptischen Eigenschaften der entwickelten oder sogenannten fixen Luft. In: Acta Academiae Electoralis Moguntinae scientiarum utilium quae Erfurti est 1776, S. 71–86.
- Chymische Untersuchung und Auflösung des Indigo so wie er in der Handlung und zum Gebrauch für Färber verführt wird. Weimar 1778.
- Beyträge zur gerichtlichen Arzneygelahrheit und zur medicinischen Polizey. 4 Bände. Weimar 1782. Digitalisate.
- Nachricht von einigen destilierten Oelen, so über 40 Jahre lang wohl verwahrt aufgehoben worden. Erfurt 1784.
- I. Versuche über die antiseptischen Kraefte des Wolverley (Arnica). II.Versuche nach Herrn Director Achardts Manier Berg-Crystall vermittelst der fixen Luft zu erzeugen. III. Heilsame Wirkung der Belladonnawurzel bey schon ausgebrochener Wuth vom tollen Hundsbisse. Eine Beobachtung. Erfurt 1785. Digitalisat.
- Giftige Eigenschaften von Bariumverbindungen. Weimar 1792.
- Chemische Untersuchungen über die vorgeblich giftigen Eigenschaften des Witherits, der Schwererde und der salzsauren Schwererde. Weimar 1792. Digitalisat.
- Bemerkungen über die verdorbene Luft in Gefängnissen, Zuchthäusern, Spitälern u. s. w. und der Verbesserung dieser verdorbenen Luftarten. Erfurt 1794. Digitalisat.
- Wilhelm Heinrich Sebastian Bucholz. In: Sächsische Provinzialblätter 6. Band, 1799, S. 345–359.